# Горечавка ластовневая
Горечавка ластовневая (лат. Gentiana asclepiadea) — вид цветкового растения рода Горечавка (Gentiana) семейства Горечавковые (Gentianaceae), аборигенный вид  Центральной и Восточной Европы. Встречается в основном в горных (горных) лесах, хотя в некоторых районах можно встретить и на менее лесистых открытых пастбищах, возможно, сохраняясь после вырубки леса. Цветки тёмно-синего цвета трубчатой формы появляются с конца лета до осени. Используется как декоративное садовое растение. 

## Описание

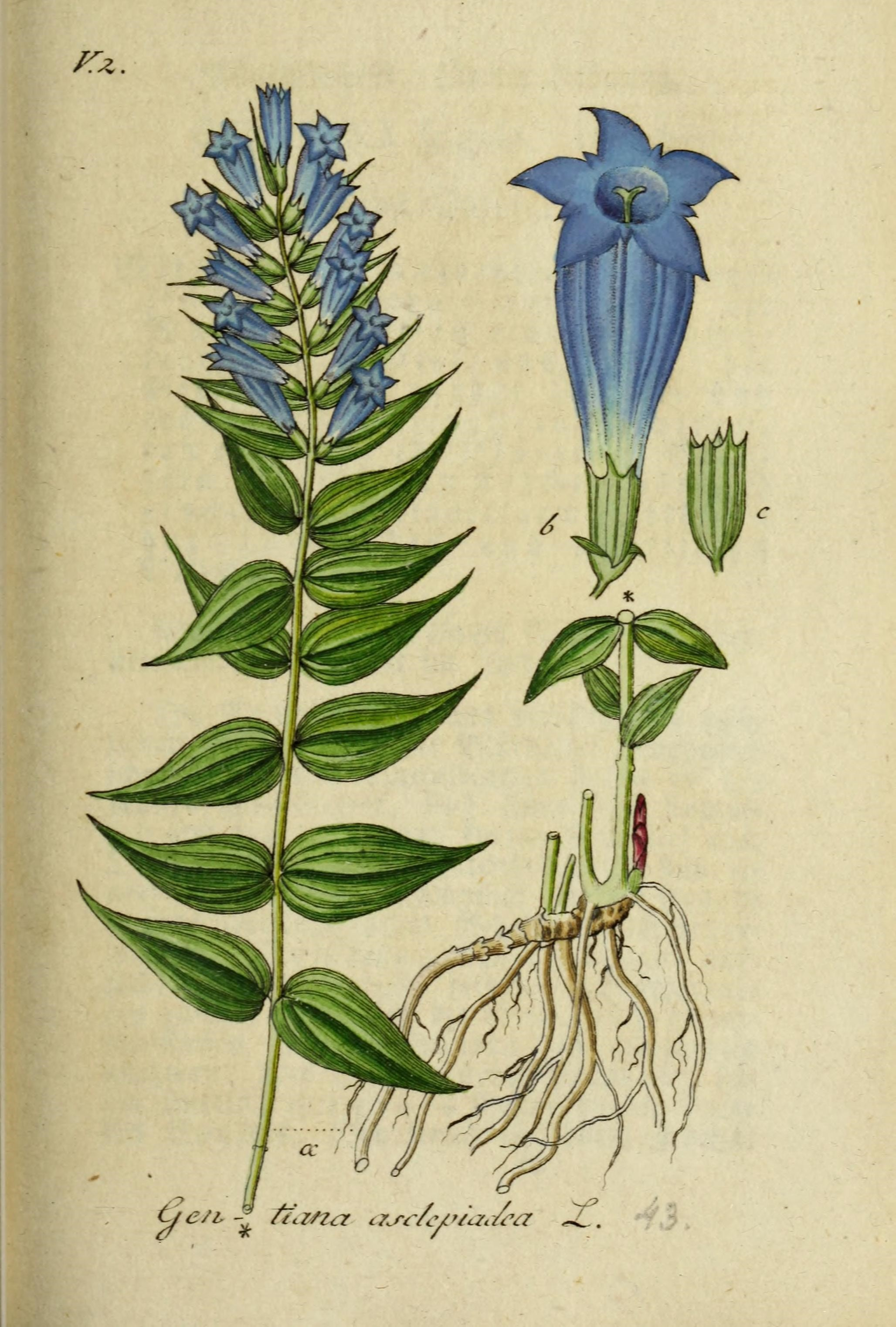

Травянистое многолетнее растение высотой 60–80 см. Один из самых крупных видов этого рода, дает пары листьев, иногда мутовчатых по три или четыре, вокруг особенно сильных побегов на стеблях, которые обычно элегантно выгибаются наружу от основания растения (ниспадающие) на расстоянии 60–90 см в длину. 
Стебли простые, плотные, равномерно облиственные. 
Листья попарно-супротивные листья, в зависимости от местоположения в тени — перистые (f. pectinata), а на открытых, светлых местах — круглые (f. Crusata). Листья длиной от 4 до 8 см уменьшаются снизу вверх. Листовые пластинки простые, ланцетные, цельнокрайние. Они имеют от трёх до пяти отчетливых продольных жилок, между которыми четко выражена сетчатая структура. 
Цветки по отдельности до трех в пазухах верхних листьев. Цветки-гермафродиты имеют размер от 35 до 53 мм, пятистворчатые, с двойным околоцветником. Пять перепончатых чашелистиков сросшиеся, образуют трубку чашечки, которая заканчивается пятью очень короткими и узкими лопастями чашечки. Пять лепестков плотно срослись в форме колокола. Венчик снаружи тёмнно-лазурно-синий, а внутри — усеян красно-фиолетовыми и преимущественно голубыми продольными полосами. Лопасти венчика треугольные, заострённые, с тупым зубцом в каждой складке. Пыльники сросшиеся. У стиля есть два загнутых назад выроста. 
Плод — коробочка с чёткой ножкой, удлиненная и суженная у основания. Семена веретенообразной формы, крылатые, длиной около 2 мм. 
Число хромосом 2n = 44. 

## Экология
Гемикриптофит.
Период цветения длится с августа по октябрь. Из-за позднего периода цветения у этого вида большую роль играет самоопыление, при этом рыльца откатываются настолько далеко, что соприкасаются с нижними пыльниками.
Как и у многих представителей этого рода и даже семейства Gentianaceae, корни тесно связаны с некоторыми грибами, подобно орхидным и вересковым, хотя, конечно, совершенно не связаны с обоими этими семействами. Этот конкретный вид относительно легко выращивать в большинстве садах, если в почву добавлено много органического материала.
Гусеницы, находящейся под угрозой исчезновения, голубянка алькон (Maculinea alcon) и Perizoma obsoletata зависят от горечавки ластовневной как кормового растения. 
Поражается ржавчинным грибом Cronartium flaccidum.

## Таксономия
Gentiana asclepiadea была впервые опубликована в 1753 году Карлом Линнеем в книге Species Plantarum, Tomus I, стр. 227. 

### Синонимы
По данным GBIF в синонимику вида входят следующие названия:
- ≡ Coilantha asclepiadea (L.) G.Don
- ≡ Dasistepha asclepiadea (L.) Raf.
- ≡ Dasystephana asclepiadea (L.) Borkh.
- ≡ Dasystephana asclepiadea (L.) Delarbre 1800
- = Dasystephana schistocalyx (K.Koch) J.Sojak
- ≡ Gentiana asclepiadea f. albiflora Murray
- = Gentiana asclepiadea f. albiflora Murray ex Hegi
- = Gentiana asclepiadea f. albiflora R.Uechtr.
- = Gentiana asclepiadea f. angustifolia Lebert
- = Gentiana asclepiadea f. cruciata Wartm. & Schlatter
- = Gentiana asclepiadea f. pectinata Wartm. & Schlatter
- = Gentiana asclepiadea f. schistocalyx (K.Koch) Bolzon
- = Gentiana asclepiadea subsp. elata Schübl. & G.Martens
- = Gentiana asclepiadea subsp. schistocalyx (K.Koch) Zakharova
- = Gentiana asclepiadea var. albiflora Brügger
- = Gentiana asclepiadea var. cruciata (Wartm. & Schlatter) Vollm.
- = Gentiana asclepiadea var. macrocalyx Sommier & H.Lév.
- = Gentiana asclepiadea var. pectinata (Wartm. & Schlatter) Vollm.
- = Gentiana asclepiadea var. plicata (F.W.Schmidt) Roth
- = Gentiana asclepiadea var. schistocalyx (K.Koch) Grossh.
- = Gentiana ramiflora E.Szabó
- = Gentiana schistocalyx (K.Koch) K.Koch
- ≡ Gentianusa asclepiadea (L.) Pohl
- ≡ Pneumonanthe asclepiadea (L.) F.W.Schmidt
- = Pneumonanthe plicata F.W.Schmidt

## Применение

### Лекарственное растение
Различные части растения применяли жители Древнего Рима, Древнего Египта и средневековых поселений для лечения печени, желчного пузыря, желудочных заболеваний, чумы, горячки, туберкулеза, судорог, ушибов, укусов ядовитых животных, в качестве глистогонного средства.

### Декоративное растение
Популярное декоративное садовое растение. Типичная окраска тёмно-синяя, но есть несколько сортов с розовыми и белыми цветками (‘Alba’). Вид получил награду Королевского садоводческого общества «За выдающиеся садовые качества».

## Агротехника

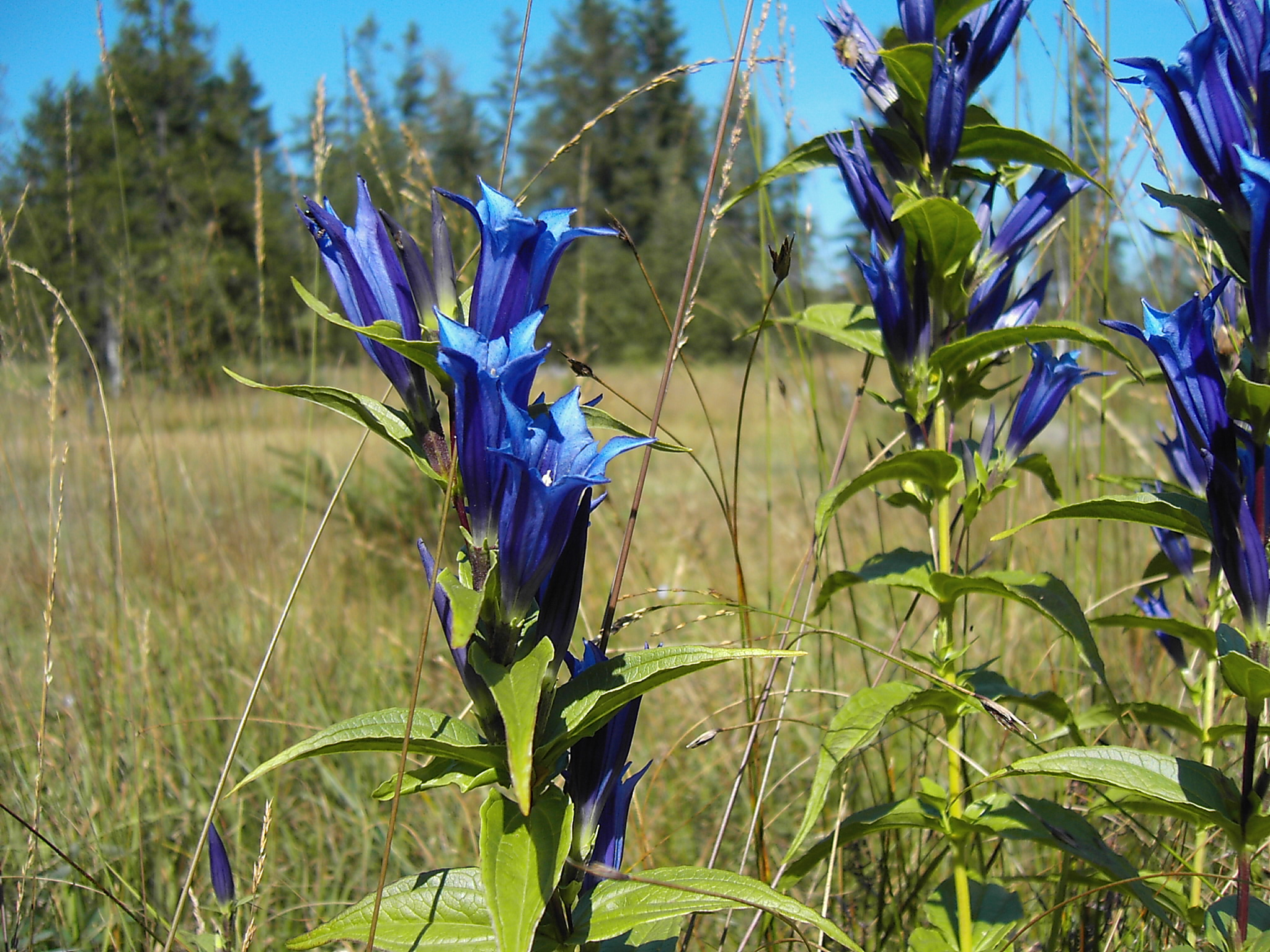
Вертушка цветущего растения

Gentiana asclepiadea любит влажную, богатую, хорошо дренированную почву на полном солнце или в полутени. Растение можно разделить после цветения, однако необходимость в этом возникает редко. Размножают семенами, посеяв их в холодном помещении, как только семена созреют. Если посеять семена в помещении, то необходима холодная обработка.
Растение восприимчиво к паутинному клещу, слизням, улиткам и тле.